# Bulgogi
 (mai 2024).
Si vous disposez d'ouvrages ou d'articles de référence ou si vous connaissez des sites web de qualité traitant du thème abordé ici, merci de compléter l'article en donnant les références utiles à sa vérifiabilité et en les liant à la section « Notes et références ».
En pratique : Quelles sources sont attendues ? Comment ajouter mes sources ?

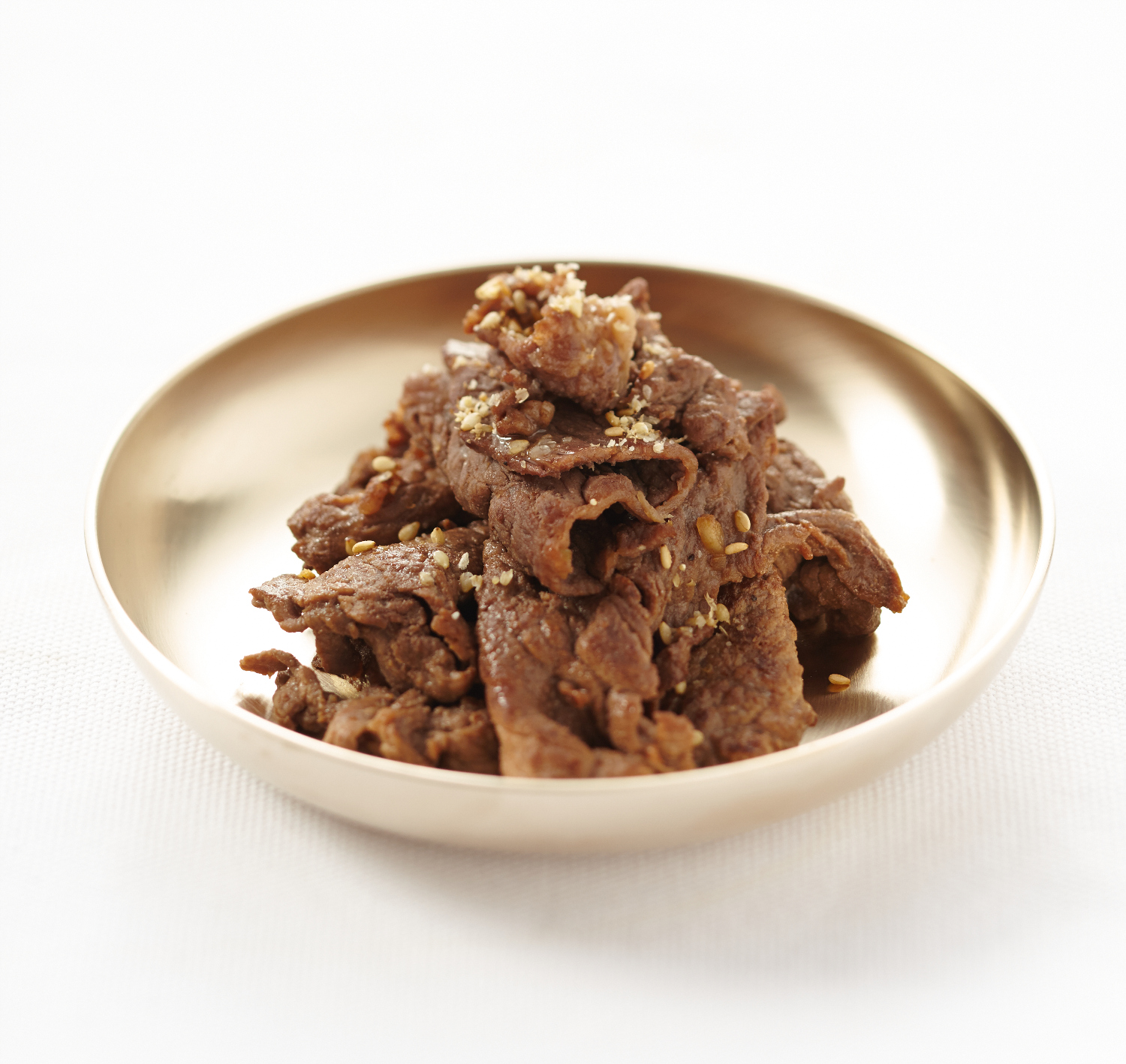
Bulgogi.

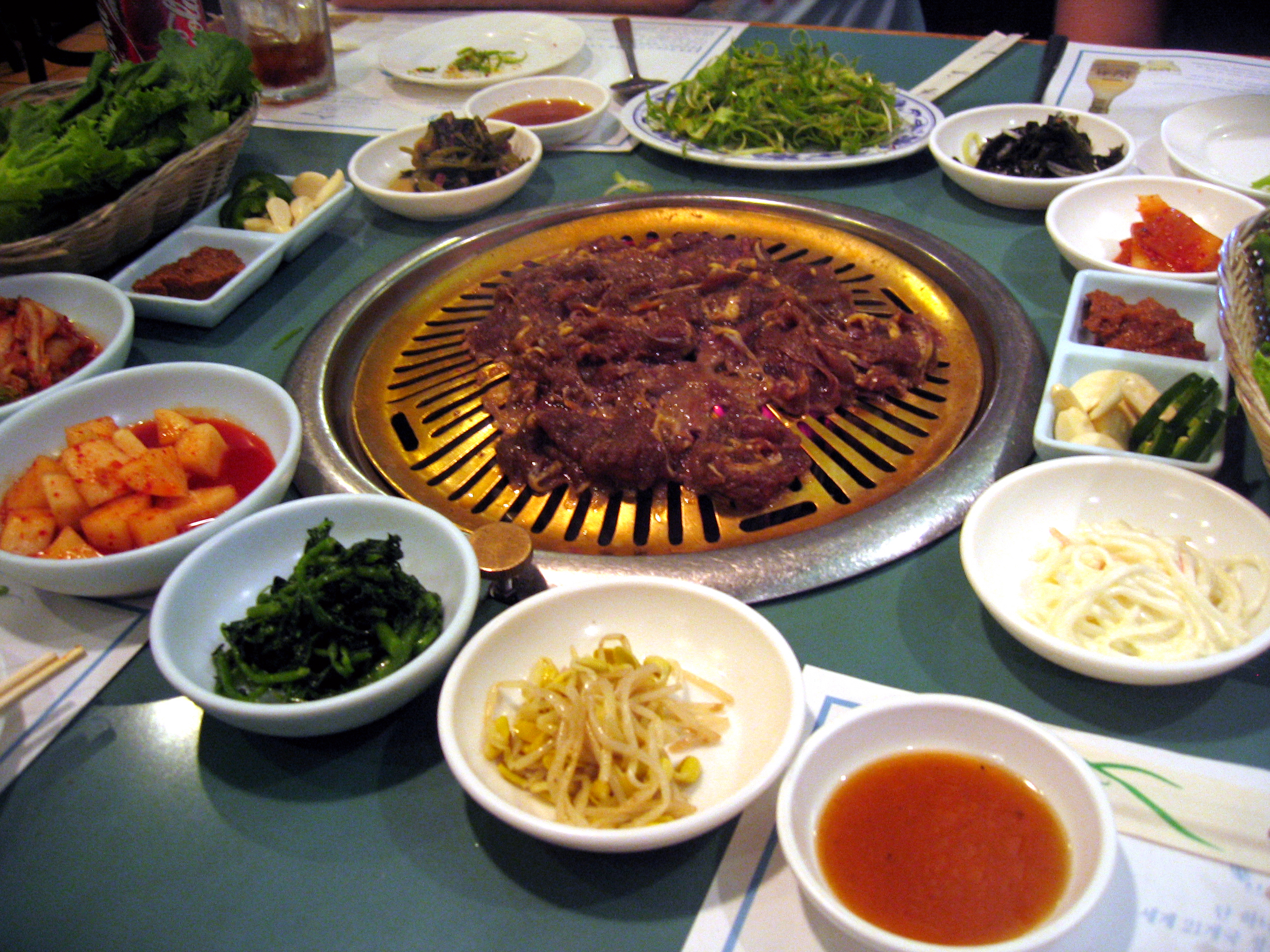
Bulgogi et banchan.

Le Bulgogi (불고기 ; littéralement « viande au feu », également connu sous le surnom de « barbecue coréen »)  est une viande marinée puis grillée, généralement du bœuf ou du porc. Les préparations et les modes de cuisson (exemple en grillade sur des braises, à la poêle ou en pot-au-feu) varient suivant le goût ou la texture recherchée.

## Ingrédients divers
Le bœuf se prépare souvent avec une base de sauce de soja, de sucre, avec de l'huile de sésame ou du jus de poires coréennes etc. Pour le porc, la pâte de piment (gojujang) et le gingembre dominent dans la marinade. Parmi les façons de consommer le bulgogi : enveloppé avec du riz et un accompagnement, par exemple, du kimchi, dans une feuille de salade ou de kaetnip (feuilles de sésame marinées avec du piment en poudre, assez salées). On peut ajouter dans cette enveloppe de salade de la pâte de soja mélangée avec du kochujang, des feuilles de sésame fraiches, de l'ail cru entier ou d'autres ingrédients.